# Autoroute S10 (Géorgie)
Pour les articles homonymes, voir S10.
L'autoroute S10 (en géorgien : საერთაშორისო მნიშვნელობის გზა ს1p) est une autoroute qui part de Gori et se termine au tunnel de Roki à la frontière entre la Géorgie et la Russie.
La route s'étend sur 92,5 kilomètres.

## Présentation
La S10 s'étend de Gori via Tskhinvali jusqu'au tunnel de Roki sur une longueur de 92,5 kilomètres.
Après la frontière entre la Géorgie et la Russie, la route est prolongée par la R217 «Caucase» et l'autoroute A164 menant à Alaguir. 
L'autoroute S10, qui croise l'autoroute S1 juste à l'extérieur de la ville de Gori, est souvent appelée autoroute transcaucasienne. 
L'autoroute S10 ne fait pas partie des réseaux routièrs internationaux européens ou asiatiques.

## Tracé
- Gori
- Tskhinvali
- Djava
- Tunnel de Roki

## Galerie

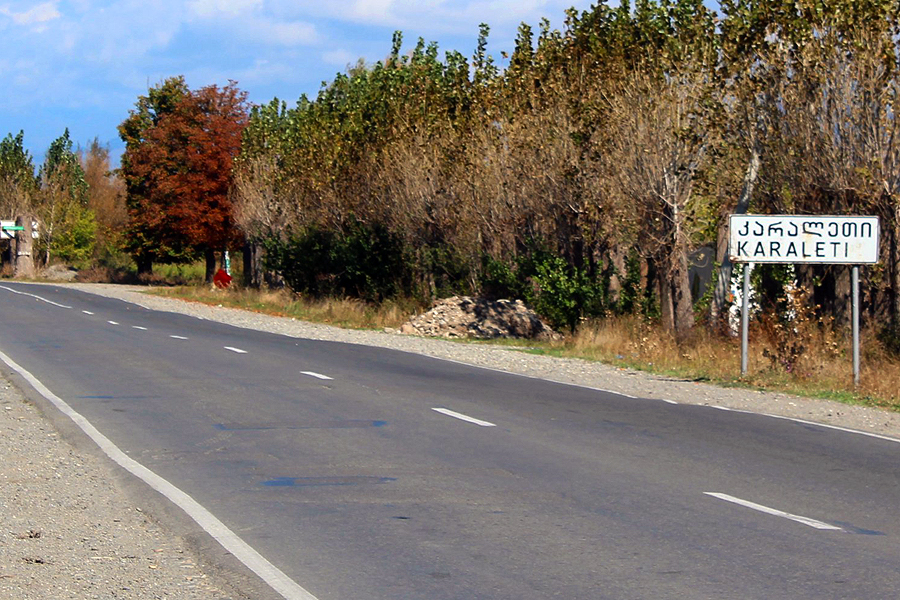
S10 à Karaleti.
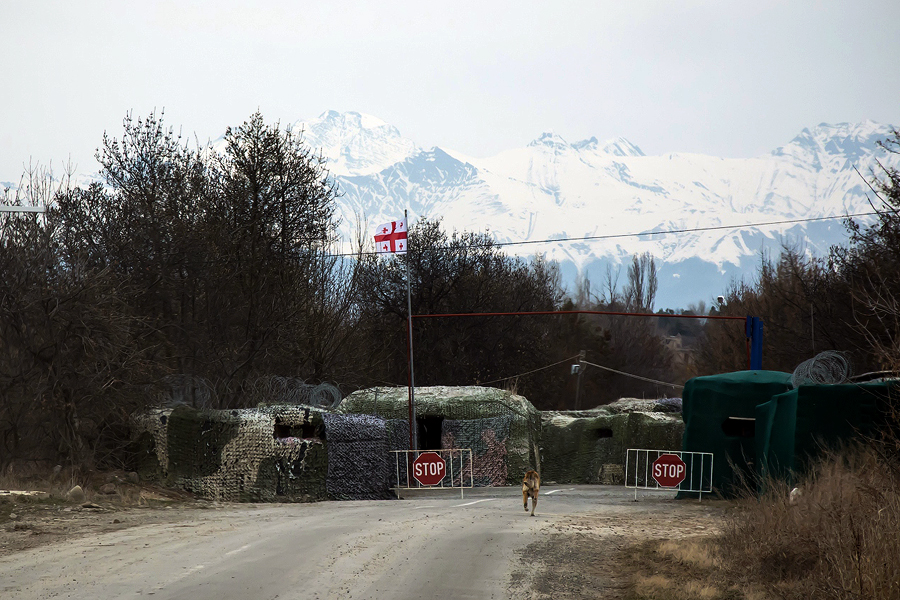
La S10 à Ergneti.
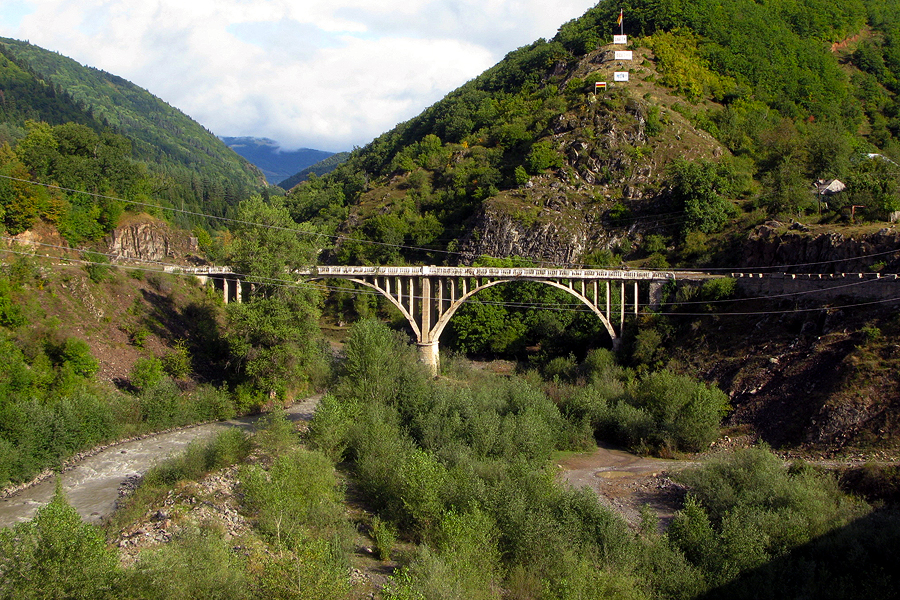
Pont de Guftinsky.
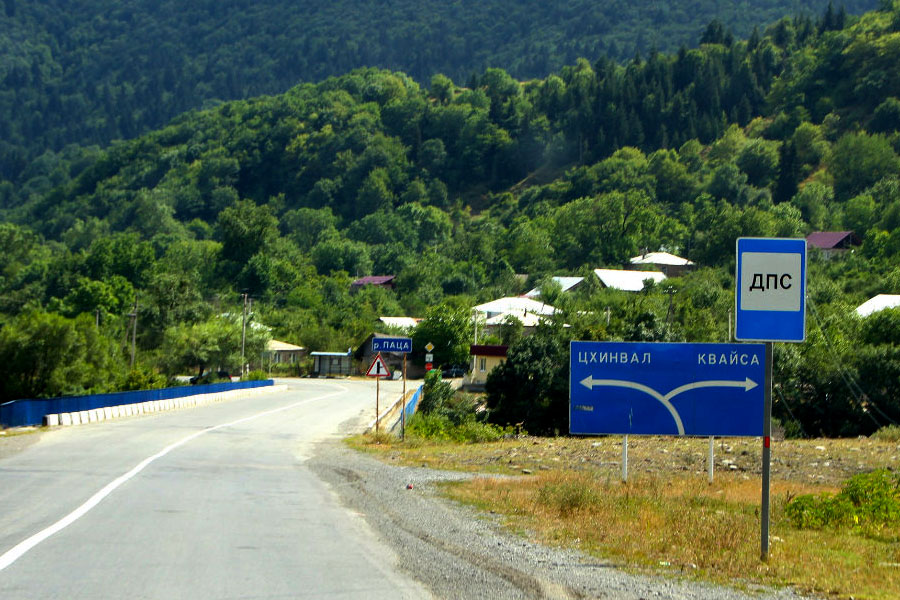
La S10 à Kvaisi
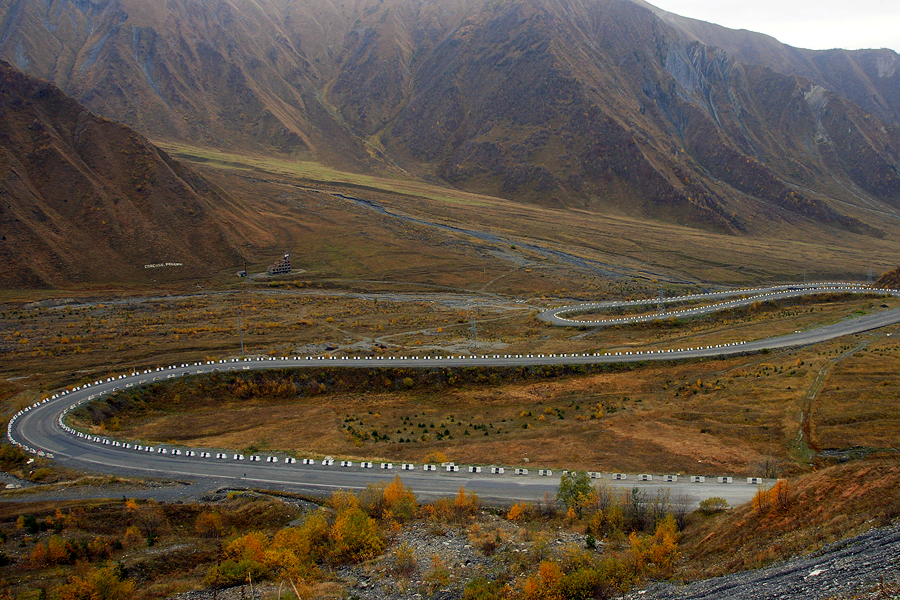
Montée au tunnel de Roki